# USS Fort Worth
L'USS Fort Worth (LCS-3) est un littoral combat ship de classe Freedom de l’United States Navy. C’est le premier navire à porter le nom de Fort Worth au Texas, la 13e plus grande ville des États-Unis.
Le 20 juin 2020, l’US Navy a annoncé qu’elle mettrait l’USS Fort Worth hors service en mars 2022, et le placerait en réserve, ainsi que les Freedom, Independence et Coronado,.
Le 18 juin 2021, Naval News a rapporté que l’USS Fort Worth serait désarmé au cours de l’exercice 2022 et placé sur la liste des navires hors service en réserve (OCIR).

## Conception
En 2002, l’US Navy a lancé un programme visant à développer le premier d’une flotte de littoral combat ships. La Navy a d’abord commandé deux navires monocoques à Lockheed Martin, qui sont devenus connus sous le nom de navires de combat côtiers de classe Freedom d’après le premier navire de la classe, l’USS Freedom,. Les navires de combat côtiers aux numéros impairs de l’US Navy sont construits en utilisant la conception monocoque de classe Freedom, tandis que les navires aux numéros pairs sont basés sur une conception concurrente à coque trimaran, la classe Independence de General Dynamics. La commande initiale de navires de combat côtiers concernait un total de quatre navires, dont deux de la classe Freedom. L’USS Fort Worth est le deuxième navire de combat côtier de classe Freedom à être construit.
L’USS Fort Worth comprend des améliorations de stabilité supplémentaires par rapport à la conception originale de la classe Freedom. Le tableau arrière a été rallongé et des réservoirs de flottabilité ont été ajoutés à l’arrière pour augmenter le poids et améliorer la stabilité. Le navire sera également équipé de capteurs automatisés pour permettre une « maintenance basée sur les conditions » afin de réduire le surmenage de l’équipage et les problèmes de fatigue que le navire de classe Freedom a rencontrés lors de son premier déploiement.

## Carrière
Le nom du navire a été annoncé le 6 mars 2009. C’était après une longue campagne de relations publiques menée par la représentante des États-Unis Kay Granger, l’ancien secrétaire adjoint à la Défense Gordon R. England et d’autres.
L’USS Fort Worth a été construit par Lockheed Martin au chantier naval Fincantieri Marinette Marine à Marinette (Wisconsin),. Sa quille a été posée lors d’une cérémonie le 11 juillet 2009.
Le navire, achevé à 80%, a été mis à l’eau par l’entreprise le 4 décembre 2010,. Le navire a subi des essais dans le lac Michigan à la fin de 2011, et la fin de ces essais a été annoncée le 24 octobre 2011. Le navire a terminé avec succès ses essais d'acceptation, qui ont également eu lieu sur le lac Michigan, le 4 mai 2012,. Les inspecteurs n’ont trouvé que dix déficiences graves au cours des essais, une amélioration « exponentielle » par rapport à l’USS Freedom.
L’USS Fort Worth a été mis en service à Galveston (Texas), le 22 septembre 2012. Il a été affecté au Littoral Combat Ship Squadron One. Sa devise est Grit and Tenacity.
En novembre 2013, l’USS Fort Worth a effectué avec succès des essais de tir réel de ses canons de 57 mm et de 30 mm contre des cibles de petits bateaux menant des attaques en essaim. L’USS Fort Worth se déplaçait rapidement dans l’eau et aidé par un hélicoptère MH-60R. Le système de conduite de tir du navire s’est verrouillé et a tiré sur les petits bateaux manœuvrant de jour comme de nuit avec des viseurs optiques. L’hélicoptère a fourni un ciblage radar qui a été transmis au système de conduite de tir du navire. L’USS Fort Worth a mené des évaluations supplémentaires de ses technologies de guerre de surface au début de 2014 dans des scénarios impliquant des essaims de petits bateaux, des engagements avec le canon de 57 mm et des exercices de recherche et de saisie. Les évaluations ont été couronnées de succès et ont permis de valider l’ensemble des missions de guerre de surface à bord du navire.
En novembre 2013, l’USS Fort Worth est devenu le premier LCS à tester des opérations avec le Northrop Grumman MQ-8 Fire Scout, une capacité essentielle pour le programme LCS.
Le 10 septembre 2014, le commandant de la Septième flotte des États-Unis a annoncé que l’USS Fort Worth serait déployé dans la région Asie-Pacifique en janvier 2015. Le navire sera utilisé pour étendre les domaines opérationnels qui n’ont pas été testés par le déploiement précédent de l’USS Freedom dans la région, en particulier en ce qui concerne les mesures de lutte contre les mines (MCM). L’accent mis sur le MCM est basé sur les provocations périodiques de la Corée du Nord, qui a déployé des mines marines autour de la péninsule qui ont coulé des navires sud-coréens dans le passé, de sorte que la marine veut tester la mission MCM dans et autour de la péninsule coréenne. Un autre domaine d’intérêt est d’utiliser le navire pour fournir un transport maritime « non traditionnel » aux Marines américains en raison des contraintes liées au nombre de navires amphibies à grand pont disponibles pour la 7e flotte. Les essais opérationnels effectués par l’USS Freedom ont également montré le potentiel d’améliorer le réapprovisionnement en portance verticale dans les eaux peu profondes. Il a été déployé avec l’ensemble d’équipement de mission de guerre de surface et a été le premier LCS déployé avec le MQ-8B.

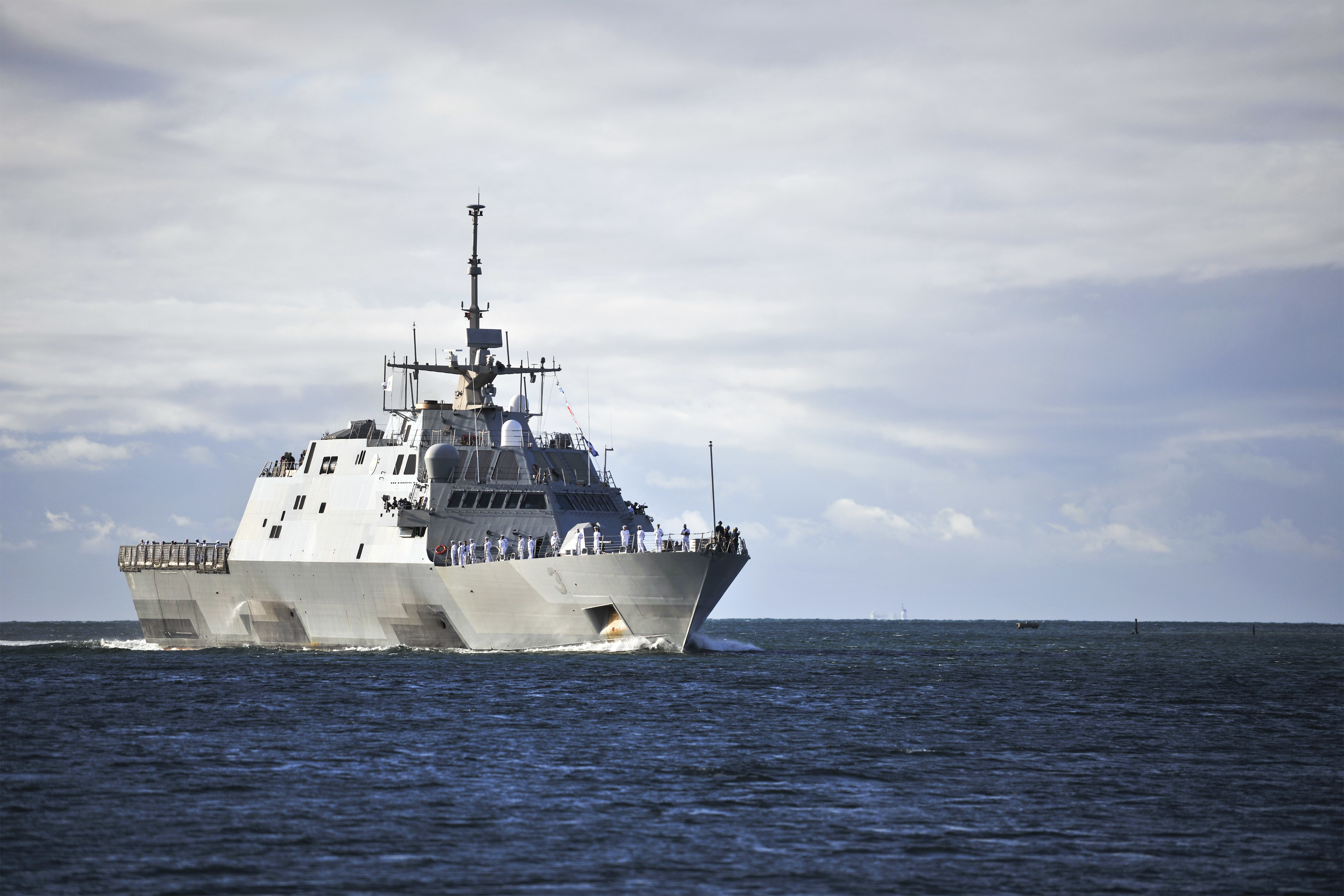
L’USS Fort Worth entrant à Pearl Harbor le 24 novembre 2014

L’USS Fort Worth a quitté son port d'attache de San Diego le 17 novembre 2014 pour un déploiement de 16 mois à Singapour à l’appui du rééquilibrage stratégique de la marine américaine dans le Pacifique. Le navire est le premier LCS à être déployé selon le concept d’équipage « 3-2-1 », avec un échange d’équipages entièrement formés environ tous les quatre mois. Dans le cadre de ce concept, trois équipages de rotation soutiendront deux navires LCS et assureront l’entretien d’un navire déployé. L’USS Fort Worth est également déployé avec un détachement d’aviation de l'Helicopter Maritime Strike Squadron 35 (HSM-35) « Magicians », le premier escadron d’hélicoptères expéditionnaires composites de l’US Navy. Le détachement d’aviation sera composé d’un hélicoptère MH-60R Seahawk et d’un hélicoptère autonome sans pilote Northrop Grumman MQ-8 Fire Scout. L’USS Fort Worth a atteint la zone de responsabilité de la 7e flotte le 4 décembre 2014. Le navire devrait rester dans la zone jusqu’en mars 2016. Il s’agira du plus long déploiement d’un navire de guerre américain en 42 ans, depuis que le porte-avions USS Midway a été déployé pendant 327 jours en 1973. Ce long déploiement vise à mettre à rude épreuve les capacités logistiques de la Marine et à identifier les problèmes potentiels. Une fois le déploiement terminé, l’USS Freedom prendra la place du navire et retournera dans la zone.
Le 31 décembre 2014, l’USS Fort Worth a été envoyé de Singapour en mer de Java pour participer à la recherche du vol Indonesia AirAsia 8501 qui s’est écrasé le 28 décembre,.
Le 3 janvier 2015, il est arrivé dans la zone pour commencer les recherches aux côtés du destroyer USS Sampson à la demande du gouvernement indonésien. La manœuvrabilité et le faible tirant d'eau de sa conception lui ont permis d’effectuer rapidement des recherches visuelles et radar dans l’environnement encombré et peu profond. Les deux navires ont terminé les recherches le 15 janvier 2015 après avoir effectué 650 heures de recherche à eux deux. L’USS Fort Worth a fourni des capacités uniques par rapport à l’USS Sampson plus grand, et a utilisé ses deux RHIB de 11 mètres en 107 heures d’opérations. Une équipe de l’unité mobile de plongée et de sauvetage 1 a été embarquée sur le navire, exploitant trois systèmes de sonar à balayage latéral Tow Fish pour rechercher l’épave pendant 78 heures sur 41 km2, le sonar passif AN/PQS-2A pour écouter les pings de la boîte noire pendant 17 heures sur 82 km2, et un véhicule sous-marin téléopéré pour enquêter sur les objets.

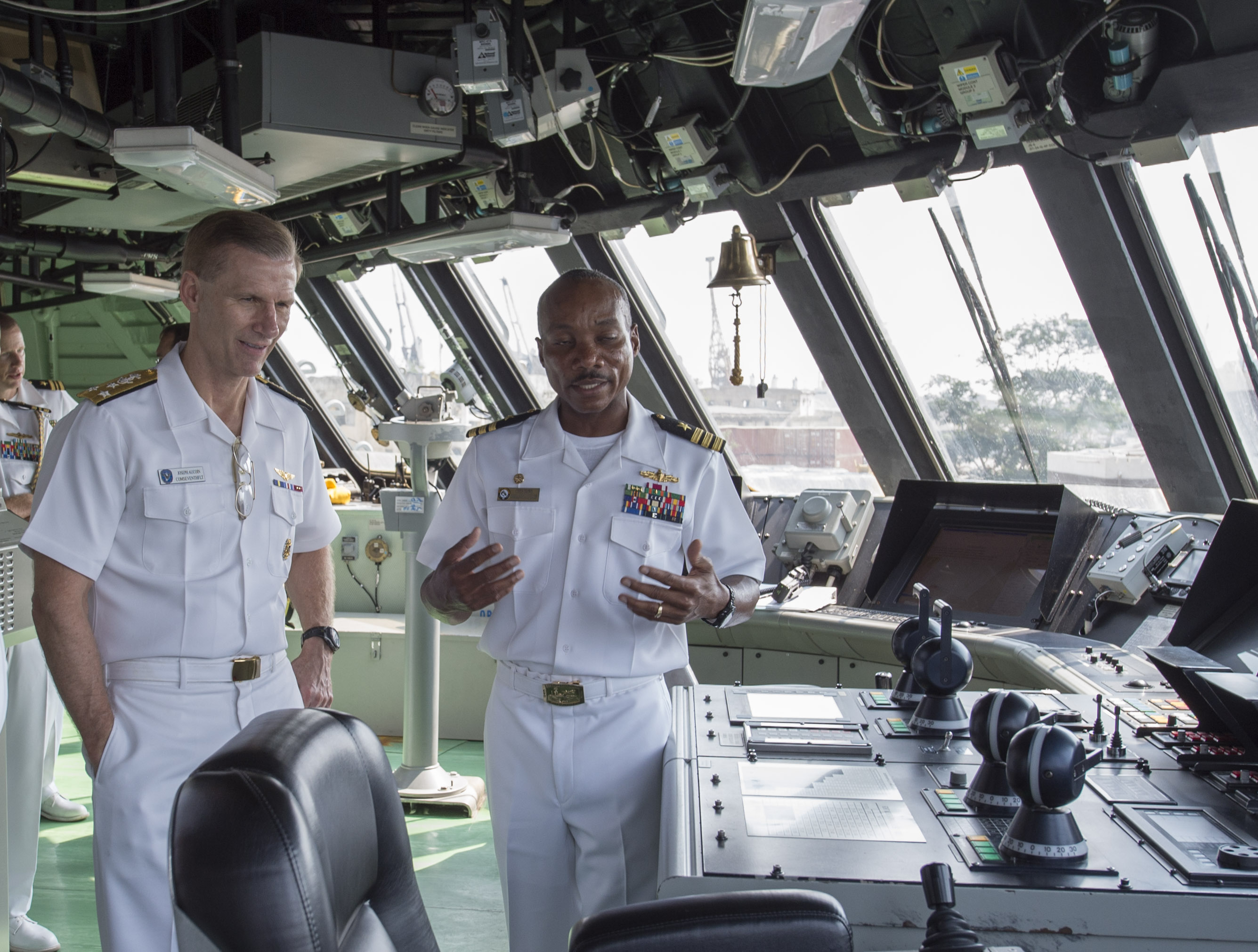
Le vice-amiral Joseph Aucoin et le commander Christopher Brown à bord de l’USS Fort Worth le 15 octobre 2015

Le 13 mai 2015, le ministère des Affaires étrangères chinois a envoyé une plainte aux États-Unis après que l’USS Fort Worth a navigué près des îles Spratleys revendiquées par la Chine. Au cours de son déploiement en mer de Chine méridionale, l’USS Fort Worth a rencontré plusieurs navires de guerre de la marine de l’Armée populaire de libération, mettant en pratique de manière « professionnelle » les nouvelles règles du Code pour les rencontres imprévues en mer.
Le 12 janvier 2016, selon une note de service, il a été signalé que l’USS Fort Worth avait été mis à l’écart au port de Singapour pour une durée indéterminée en raison de dommages aux engrenages qui propulsent le navire, résultant d’un défaut d’utilisation de suffisamment d’huile de lubrification. En conséquence, le 28 mars 2016, le CDR Michael Atwell, commandant de l’équipage 101 du LCS (le LCS possède un équipage tournant), a été relevé de ses fonctions et remplacé temporairement par le CDR Lex Walker, commodore adjoint du 7e Escadron de destroyers. La marine a déclaré que la raison de la destitution du CDR Atwell était « due à une perte de confiance dans la capacité d’Atwell à commander », découlant des premières conclusions sur l’incident qui a mis l’USS Fort Worth sur la touche. On estime que les réparations sur l’USS Fort Worth coûteraient entre 20 et 30 millions de dollars selon les responsables de la défense, et on craignait que le navire doive être transporté de Singapour à San Diego afin qu’il puisse être réparé lors de sa révision programmée. Cependant, l’US Navy a annoncé le 13 avril 2016 que l’USS Fort Worth retournerait à San Diego sur ses turbines à gaz, le voyage étant prévu pour l’été 2016. On s’attendait à ce que l’USS Fort Worth mette six semaines pour se rendre de Singapour à San Diego, avec plusieurs ravitaillements en mer et des arrêts de ravitaillement prévus en cours de route. Cependant, une évaluation ultérieure a révélé que les dommages subis par l’USS Fort Worth étaient moins graves qu’on ne le croyait initialement, et ses moteurs ont été réparés à Singapour à la fin du mois de juillet avant qu’il ne retourne aux États-Unis pour d’autres réparations.
En février 2020, il a été annoncé que la marine prévoyait de mettre à la retraite l’USS Fort Worth et son navire jumeau l’USS Freedom, après respectivement huit et douze ans de service. Il devait être désarmé le 31 mars 2021 mais en avril 2022, le navire est toujours actif et en service, et le Congrès a empêché la marine de retirer le navire au cours de l’exercice 2022.

## Distinctions
- Battle Effectiveness Award, 2013[51].